# Campionati italiani invernali di nuoto 2017
I XX Campionati italiani invernali di nuoto (nome ufficiale Campionato italiano open in vasca corta) si sono svolti a Riccione il 1° ed il 2 dicembre 2017. È stata utilizzata la vasca da 25 metri.
Le gare sono state disputate in serie.

## Podi

### Uomini
| Evento              | Oro                                                                                       | Tempo                           | Argento                                                                                    | Tempo                           | Bronzo                                                                               | Tempo                           |
| Stile libero        |                                                                                           |                                 |                                                                                            |                                 |                                                                                      |                                 |
| 50 m                | Marco Orsi                                                                                | 21"52                           | Lorenzo Zazzeri                                                                            | 21"53                           | Andrea Vergani                                                                       | 21"57                           |
| 100 m               | Lorenzo Zazzeri                                                                           | 46"72                           | Luca Dotto                                                                                 | 47"30                           | Alessandro Miressi                                                                   | 47"38                           |
| 200 m               | Filippo Megli                                                                             | 1'43"92                         | Fabio Lombini                                                                              | 1'44"60                         | Filippo Magnini                                                                      | 1'45"10                         |
| 400 m               | Matteo Ciampi                                                                             | 3'42"56                         | Filippo Megli                                                                              | 3'43"69                         | Alex Di Giorgio                                                                      | 3'44"16                         |
| 1500 m              | Francesco Bianchi                                                                         | 14'49"61                        | Mario Sanzullo                                                                             | 14'51"87                        | Marcello Guidi                                                                       | 14'52"03                        |
| Dorso               |                                                                                           |                                 |                                                                                            |                                 |                                                                                      |                                 |
| 50 m                | Simone Sabbioni                                                                           | 23"20                           | Luca Spinazzola                                                                            | 23"50                           | Niccolò Bonacchi                                                                     | 23"60                           |
| 100 m               | Simone Sabbioni                                                                           | 49"96 -                         | Lorenzo Mora                                                                               | 50"81                           | Matteo Milli                                                                         | 51"20                           |
| 200 m               | Simone Sabbioni                                                                           | 1'51"00                         | Lorenzo Mora                                                                               | 1'51"68                         | Luca Mencarini                                                                       | 1'53"56                         |
| Rana                |                                                                                           |                                 |                                                                                            |                                 |                                                                                      |                                 |
| 50 m                | Fabio Scozzoli                                                                            | 26"33                           | Alessandro Pinzuti                                                                         | 26"86                           | Nicolò Martinenghi                                                                   | 26"89                           |
| 100 m               | Fabio Scozzoli                                                                            | 57"38                           | Nicolò Martinenghi                                                                         | 58"59                           | Lorenzo Antonelli                                                                    | 58"77                           |
| 200 m               | Claudio Fossi                                                                             | 2'07"66                         | Edoardo Giorgetti                                                                          | 2'07"73                         | Flavio Bizzarri                                                                      | 2'08"02                         |
| Farfalla            |                                                                                           |                                 |                                                                                            |                                 |                                                                                      |                                 |
| 50 m                | Piero Codia                                                                               | 22"93                           | Matteo Rivolta                                                                             | 22"96                           | Marco Orsi                                                                           | 23"19                           |
| 100 m               | Matteo Rivolta                                                                            | 50"25                           | Piero Codia                                                                                | 51"16                           | Federico Burdisso                                                                    | 52"38                           |
| 200 m               | Matteo Rivolta                                                                            | 1'53"06 -                       | Filippo Berlincioni                                                                        | 1'54"31                         | Matteo Pelizzari                                                                     | 1'54"42                         |
| Misti               |                                                                                           |                                 |                                                                                            |                                 |                                                                                      |                                 |
| 100 m               | Marco Orsi                                                                                | 52"12 -                         | Simone Geni                                                                                | 53"00                           | Fabio Scozzoli                                                                       | 53"06                           |
| 200 m               | Thomas Ceccon                                                                             | 1'55"14                         | Lorenzo Glessi                                                                             | 1'56"42                         | Federico Turrini                                                                     | 1'57"18                         |
| 400 m               | Federico Turrini                                                                          | 4'08"20                         | Lorenzo Tarocchi                                                                           | 4'10"58                         | Mattia Bondavalli                                                                    | 4'11"13                         |
| Staffette           |                                                                                           |                                 |                                                                                            |                                 |                                                                                      |                                 |
| 4x50 m stile libero | Gruppo Sportivo Fiamme Oro Roma Alessandro Miressi Lucio Spadaro Luca Leonardi Marco Orsi | 1'26"56 21"87 21"75 21"80 21"14 | Centro Sportivo Esercito Piero Codia Lorenzo Zazzeri Ivano Vendrame Fabio Scozzoli         | 1'26"87 21"94 21"06 21"90 21"97 | SMGM Team Lombardia Federico Bocchia Giulio Brugnoli Angelito Cassandra Matteo Milli | 1'27"51 21"89 22"25 21"86 21"51 |
| 4x50 m misti        | Centro Sportivo Esercito Simone Sabbioni Fabio Scozzoli Piero Codia Lorenzo Zazzeri       | 1'32"05 23"06 25"52 22"63 20"83 | Gruppo Sportivo Fiamme Oro Roma Mirco Di Tora Nicolò Martinenghi Matteo Rivolta Marco Orsi | 1'33"91 24"58 26"29 22"32 20"72 | SMGM Team Lombardia Matteo Milli Angelito Cassandra Giulio Brugnoli Federico Bocchia | 1'34"00 23"69 25"88 23"31 21"12 |

### Donne
| Evento              | Oro                                                                                      | Tempo                           | Argento                                                                                    | Tempo                           | Bronzo                                                                                             | Tempo                           |
| Stile libero        |                                                                                          |                                 |                                                                                            |                                 | |                                 |
| 50 m                | Erika Ferraioli                                                                          | 24"26                           | Federica Pellegrini                                                                        | 25"55                           | Aglaia Pezzato                                                                                     | 24"68                           |
| 100 m               | Federica Pellegrini                                                                      | 52"64                           | Erika Ferraioli                                                                            | 53"69                           | Aglaia Pezzato                                                                                     | 54"02                           |
| 200 m               | Laura Letrari                                                                            | 1'56"26                         | Stefania Pirozzi                                                                           | 1'57"48                         | Erica Musso                                                                                        | 1'57"53                         |
| 400 m               | Simona Quadarella                                                                        | 4'04"64                         | Erica Musso                                                                                | 4'06"66                         | Linda Caponi                                                                                       | 4'07"02                         |
| 800 m               | Simona Quadarella                                                                        | 8'19"34                         | Martina De Memme                                                                           | 8'21"15                         | Diletta Carli                                                                                      | 8'22"15                         |
| Dorso               |                                                                                          |                                 |                                                                                            |                                 | |                                 |
| 50 m                | Elena Di Liddo                                                                           | 28"80                           | Silvia Scalia                                                                              | 28"84                           | Erika Ferraioli                                                                                    | 27"49                           |
| 100 m               | Silvia Scalia                                                                            | 58"39                           | Margherita Panziera                                                                        | 58"59                           | Tania Quaglieri                                                                                    | 58"93                           |
| 200 m               | Margherita Panziera                                                                      | 2'03"15 -                       | Carlotta Toni                                                                              | 2'07"58                         | Giulia Ramatelli                                                                                   | 2'07"93                         |
| Rana                |                                                                                          |                                 |                                                                                            |                                 | |                                 |
| 50 m                | Arianna Castiglioni                                                                      | 30"50                           | Martina Carraro                                                                            | 30"54                           | Lisa Angiolini                                                                                     | 31"03                           |
| 100 m               | Martina Carraro                                                                          | 1'05"73                         | Arianna Castiglioni                                                                        | 1'06"23                         | Ilaria Scarcella                                                                                   | 1'06"70                         |
| 200 m               | Francesca Fangio                                                                         | 2'22"56                         | Giulia Verona                                                                              | 2'24"36                         | Lisa Angiolini                                                                                     | 2'24"48                         |
| Farfalla            |                                                                                          |                                 |                                                                                            |                                 | |                                 |
| 50 m                | Elena Di Liddo                                                                           | 25"99                           | Ilaria Bianchi                                                                             | 26"31                           | Erika Ferraioli                                                                                    | 26"34                           |
| 100 m               | Ilaria Bianchi                                                                           | 56"94                           | Elena Di Liddo                                                                             | 57"12                           | Alessia Polieri                                                                                    | 59"13                           |
| 200 m               | Alessia Polieri                                                                          | 2'05"29                         | Ilaria Bianchi                                                                             | 2'06"97                         | Ilaria Cusinato                                                                                    | 2'07"84                         |
| Misti               |                                                                                          |                                 |                                                                                            |                                 | |                                 |
| 100 m               | Laura Letrari                                                                            | 59"97                           | Ilaria Cusinato                                                                            | 1'00"42                         | Ilaria Bianchi                                                                                     | 1'00"54                         |
| 200 m               | Ilaria Cusinato                                                                          | 2'09"20                         | Anna Pirovano                                                                              | 2'09"51                         | Laura Letrari                                                                                      | 2'09"72                         |
| 400 m               | Luisa Trombetti                                                                          | 4'32"27                         | Anna Pirovano                                                                              | 4'33"52                         | Ilaria Cusinato                                                                                    | 4'34"39                         |
| Staffette           |                                                                                          |                                 |                                                                                            |                                 | |                                 |
| 4x50 m stile libero | Centro Sportivo Esercito Aglaia Pezzato Giorgia Biondani Laura Letrari Erika Ferraioli   | 1'37"72                         | Circolo Canottieri Aniene Lucrezia Raco Elena Di Liddo Giulia Spaziani Federica Pellegrini | 1'38"38                         | Gruppo Sportivo Fiamme Oro Roma Giada Galizi Miriana Durante Ilaria Cusinato Margherita Panziera   | 1'40"89                         |
| 4x50 m misti        | Circolo Canottieri Aniene A Silvia Scalia Marta Verzi Elena Di Liddo Federica Pellegrini | 1'48"79 27"12 32"02 25"54 24"11 | Centro Sportivo Esercito Erika Ferraioli Laura Letrari Giorgia Biondani Aglaia Pezzato     | 1'49"64 27"49 30"92 26"62 24"61 | Gruppo Sportivo Fiamme Oro Roma Margherita Panziera Ilaria Scarcella Silvia Meschiari Giada Galizi | 1'50"43 27"48 30"70 27"61 24"64 |